# Hemistola fuscimargo
Hemistola fuscimargo là một loài bướm đêm trong họ Geometridae.